# Neohirasea japonica
Neohirasea japonica är en insektsart som först beskrevs av Haan 1842.  Neohirasea japonica ingår i släktet Neohirasea och familjen Phasmatidae. Inga underarter finns listade i Catalogue of Life.